# Dębno (plaats in het district Brzesko)
Dębno is een dorp in het Poolse provincie Klein-Polen, in het district Brzesko. De plaats maakt deel uit van de gemeente Dębno en telt 1400 inwoners.